# Edwin Long

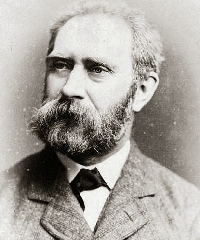
Edwin Long

Edwin Longsden Long (* 12. Juli 1829 in Bath; † 15. Mai 1891 in Hampstead) war ein englischer Genre-, Historien-, Bibel-, Akt- und Porträtmaler.
Edwin Long besuchte die Schule von Charles Viner in Bath. Danach ging er nach London und studierte dort ab 1849 an der privaten Malschule von James Mathews Leigh (1808–1860). Zwei Versuche, in die Royal Academy Schools aufgenommen zu werden, scheiterten. Nach einem Italienaufenthalt 1848 ging er zurück nach Bath und wurde dort als Porträtmaler tätig.
1857 ging er zurück nach London, wo er den Maler John Phillip (1817–1867) kennenlernte und ihn nach Spanien begleitete, wo sie viel Zeit verbrachten. Long wurde stark von den Gemälden von Velásquez und anderen spanischen Meistern beeinflusst, und seine frühen Bilder wurden unter spanischem Einfluss gemalt. Bis 1873 unternahm er weitere Reisen nach Spanien. 1874 besuchte er Ägypten und Syrien. Er wurde mit der Archäologie des Mittleren Ostens bekannt und begann Szenen aus dem alten Ägypten sowie orientalische Szenen zu malen. Mit diesen Bildern erreichte er 1875 auf der Ausstellung der Royal Academy seinen Durchbruch.
Long wurde 1876 zum assoziierten Mitglied der Royal Academy of Arts, 1881 zum ordentlichen Mitglied (Royal Academician) gewählt. Zu seinen Schülern gehörte George Clausen (1852–1944).
Viele seiner Werke wurden in Form von Kupferstichen reproduziert. Ab 1883 stellte er seine Bilder in der eigenen Galerie in der Bond Street aus. Er porträtierte Personen der Londoner Elite, u. a. Baroness Angela Burdett-Coutts und Kardinal Henry Edward Manning. Kommerzielle Erfolge seiner Werke veranlassten ihn, immer wieder erfolgreiche Motive häufig zu wiederholen.

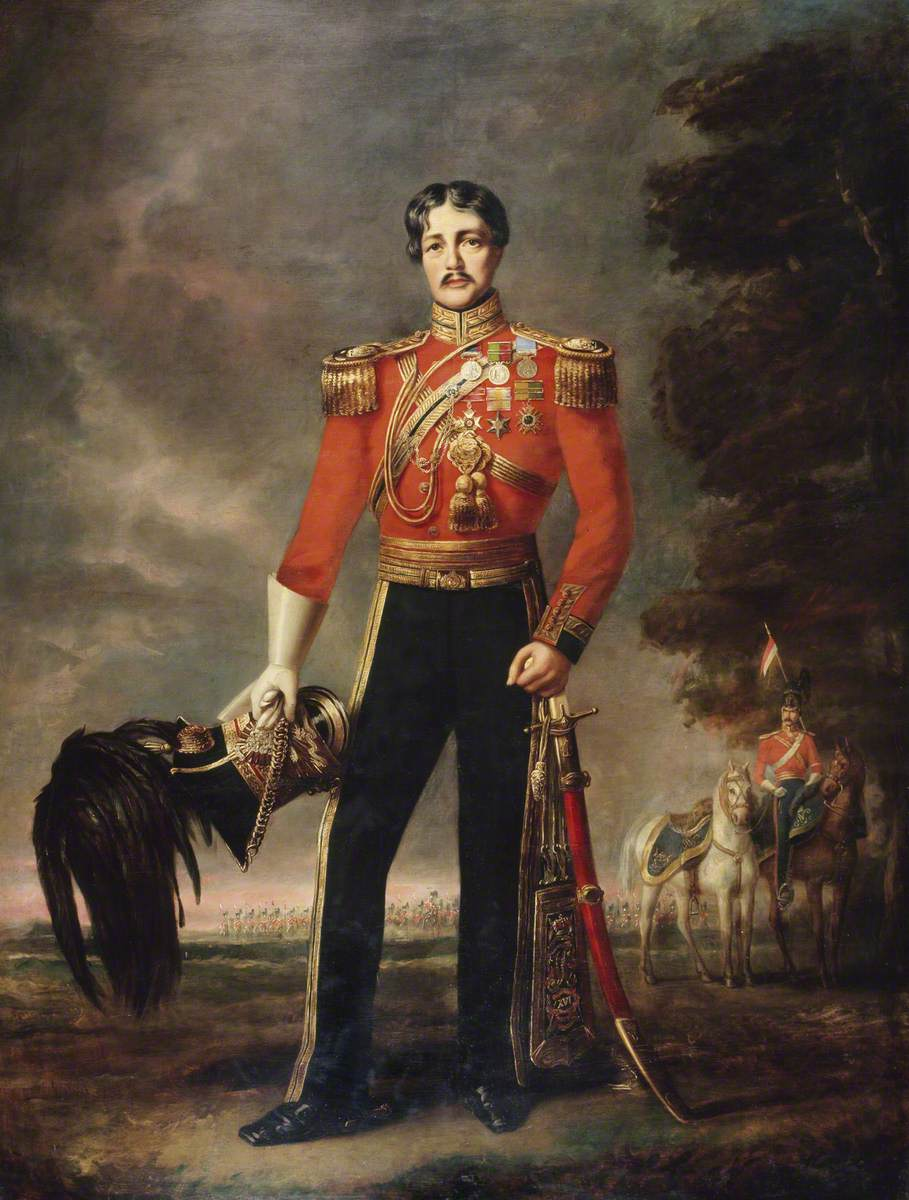
Lieutenant-Colonel George James Mouat MacDowell
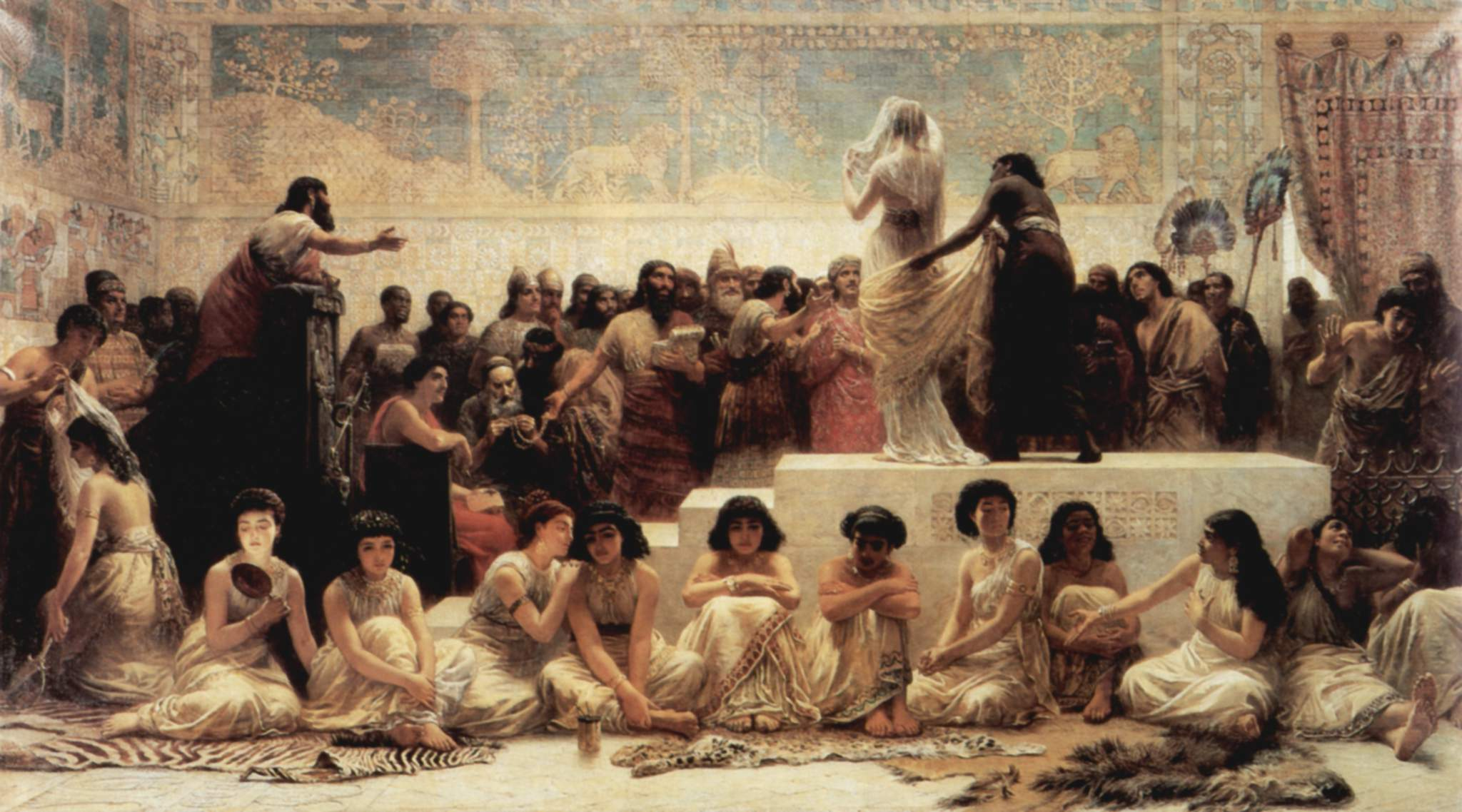
Der babylonische Heiratsmarkt (1875)
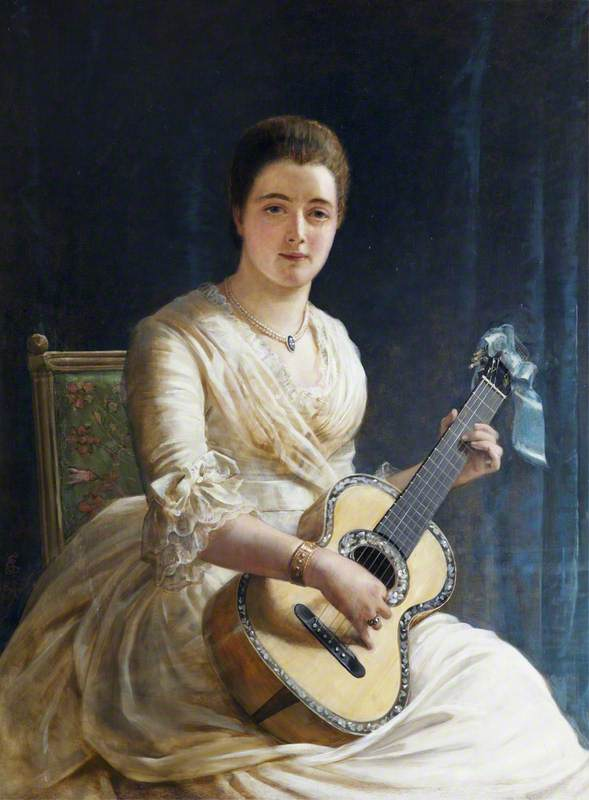
Mary Dickinson
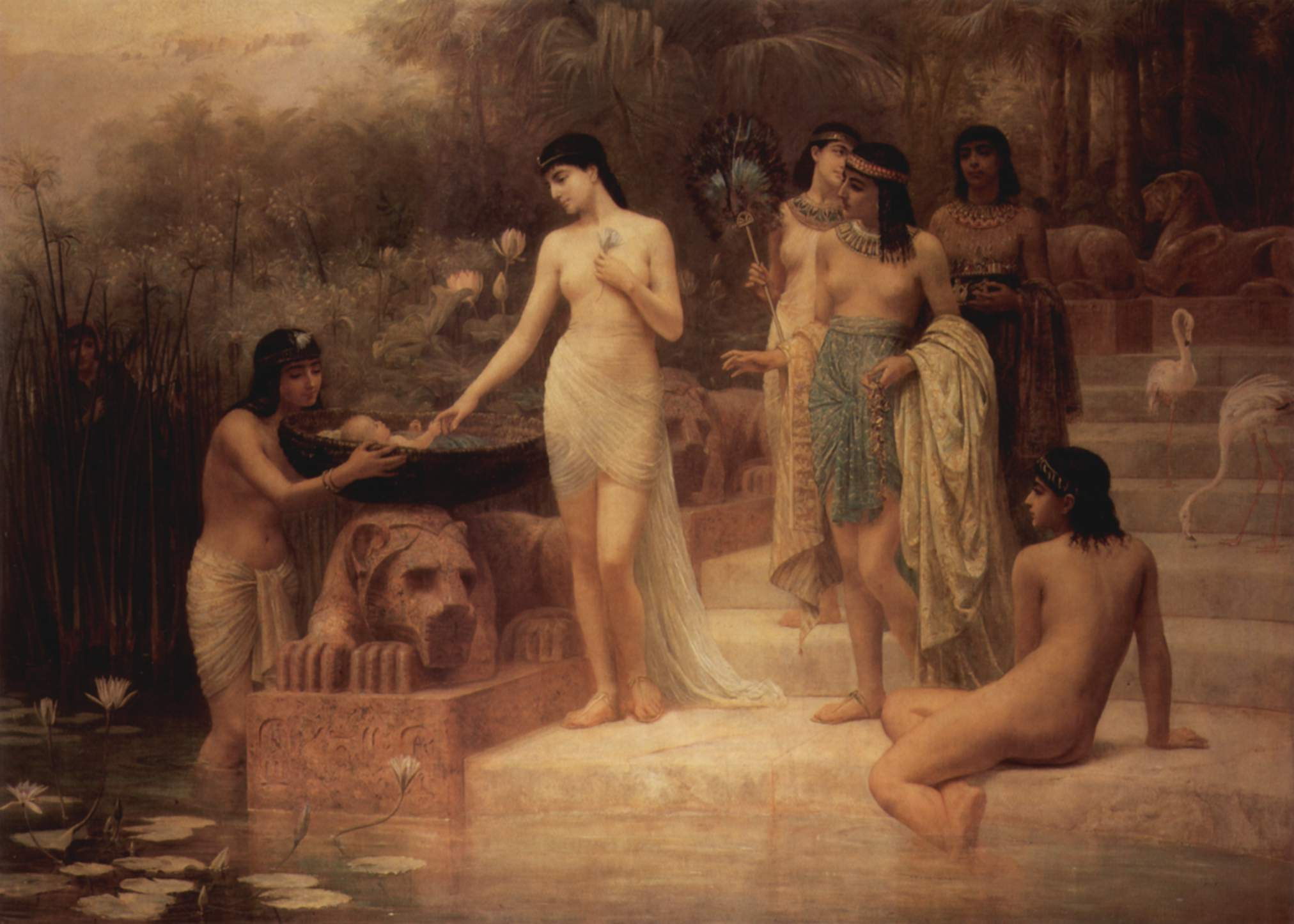
Auffindung des Moses (1886)
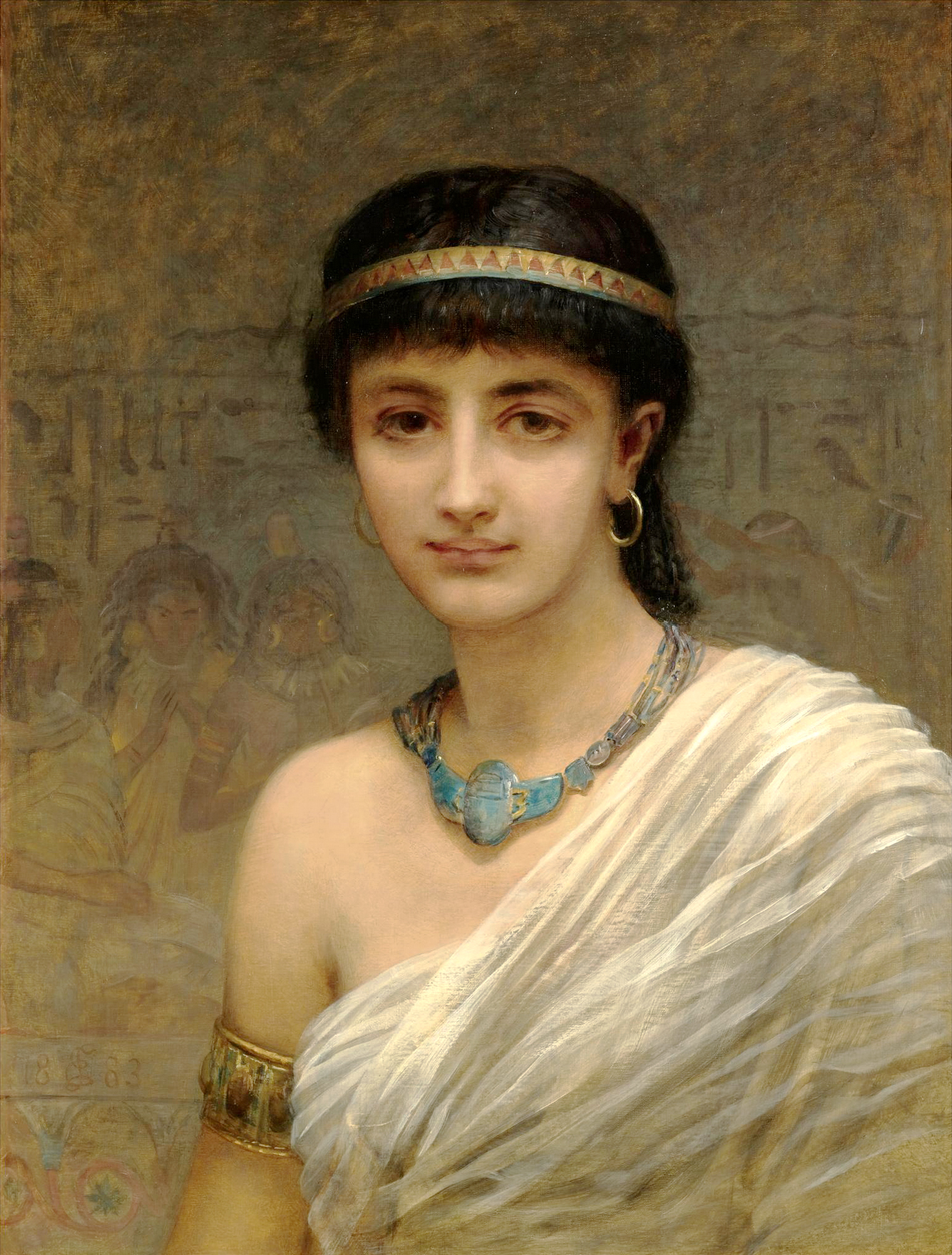
Anhängerin der Göttin Isis